# Iouri Fiodorov
Pour les articles homonymes, voir Fiodorov.
Temple de la renommée russe : 1978
Iouri Ivanovitch Fiodorov - en russe Юрий Иванович Фёдоров et en anglais Yuri Fedorov - (né le 8 juillet 1949 à Oulianovsk en URSS) est un joueur professionnel russe de hockey sur glace devenu entraîneur.

## Biographie

### Carrière en club
Formé au Torpedo Oulianovsk, il commence sa carrière professionnelle en 1969 avec le HK CSKA Moscou dans le championnat d'URSS puis rejoint l'Evezda Tchebarkoul. De 1971 à 1988, il porte les couleurs du Torpedo Gorki. Il termine avec un bilan de 589 matchs et 102 buts en élite russe. Il est entraîneur-assistant lors de sa dernière saison en tant que joueur. Il a ensuite dirigé le Torpedo Nijni Novgorod.

### Carrière internationale
Il a représenté l'URSS à 38 reprises (4 buts) sur une période de quatre ans entre 1974 et 1979. Il a participé aux championnats du monde 1975 et 1978 conclu par deux médailles d'or.

## Statistiques
Pour les significations des abréviations, voir Statistiques du hockey sur glace.

### En équipe nationale
| Année | Équipe | Compétition |    | PJ | B | A | Pts | Pun           |  | Résultats |
| 1975  | URSS   | CM          | 10 | 1  | 3 | 4 | 0   | Médaille d'or |  |           |
| 1978  | URSS   | CM          | 6  | 0  | 1 | 1 | 7   | Médaille d'or |  |           |